# S/S Norrskär

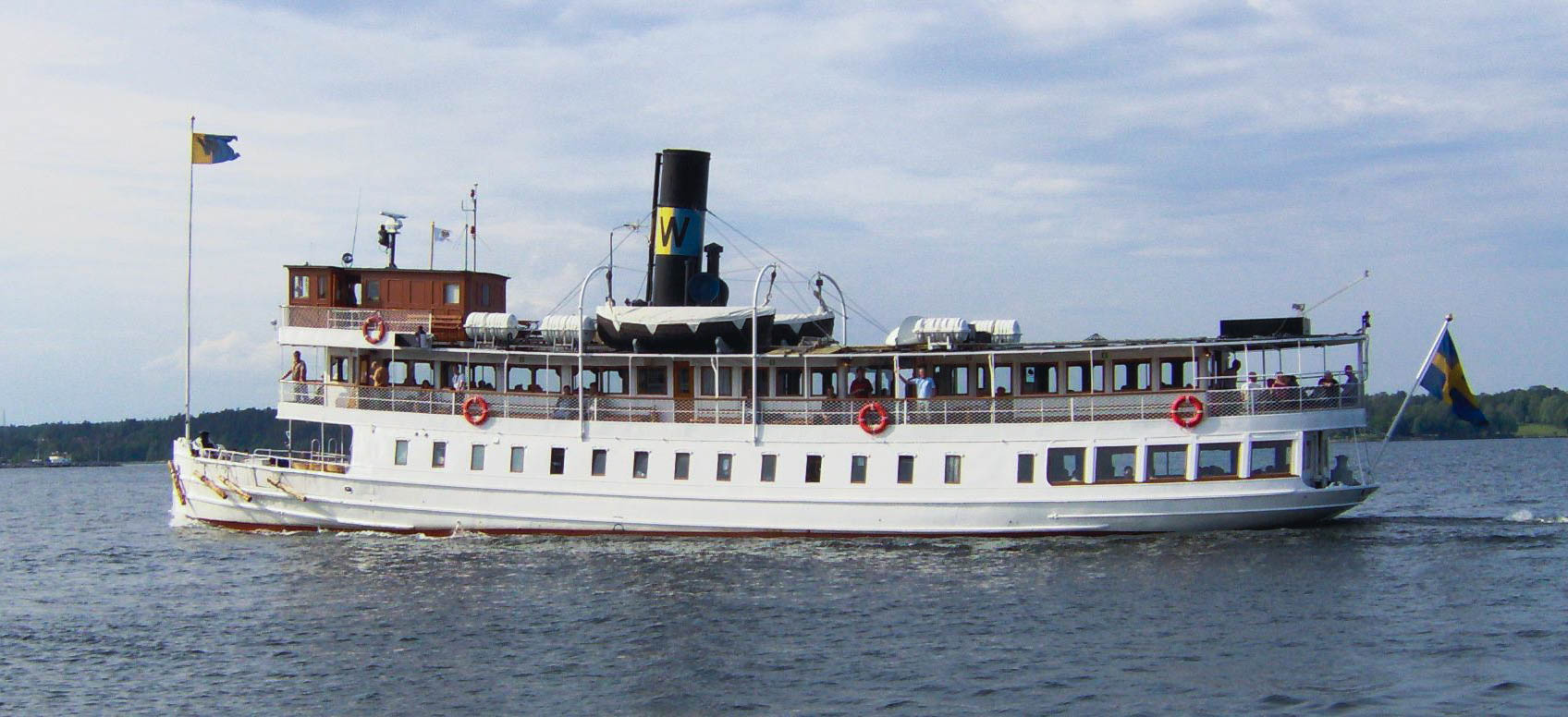
S/S Norrskär

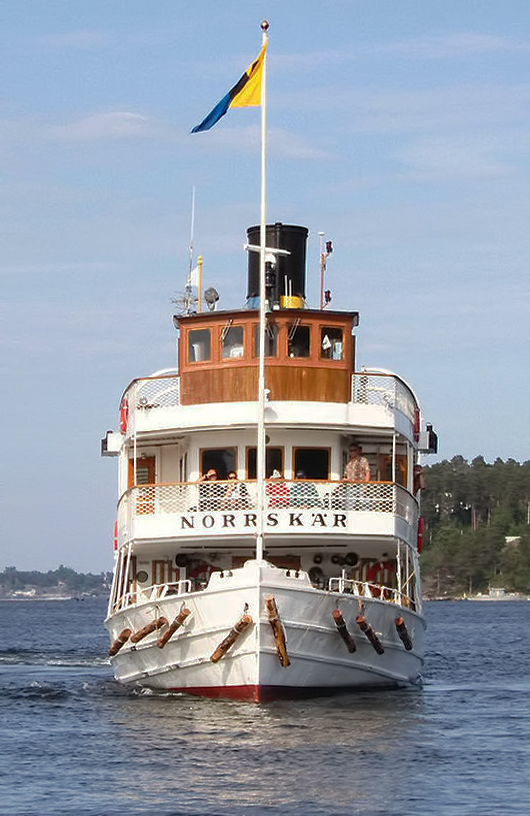
S/S Norrskär förifrån.

S/S Norrskär är ett svenskt ångfartyg byggt på Eriksbergs varv i Göteborg 1910 för att trafikera traden Stockholm–Sandhamn. Hon hette från början S/S Sandhamns Express, såldes 1947 till Waxholmsbolaget och bytte 1949 till nuvarande namn. Sedan slutet av 1970-talet trafikerar hon åter sträckan Stockholm–Sandhamn på helgerna om somrarna. På vardagar går hon mellan Strömkajen och Gällnö, via bland annat Grinda.
S/S Norrskär har en oljeeldad panna som senast byttes år 2000 varvid effekten ökades från 257 kW till 300 kW. Hon ligger vanligtvis förtöjd vid Strömkajen utanför Nationalmuseum i Stockholm. Fartyget sticker utseendemässigt ut från övriga ångfartyg i Stockholm genom sin styrhytt som är placerad på båtdäck, och inte på övre däck.
S/S Norrskär k-märktes 2010.

## Historia
Fartyget levererades 1910 till Grosshandlare Bror Oscar Seippel från Eriksbergs Mekaniska Verkstad i Göteborg, och enligt utsago baserade varvet delvis konstruktionen på en skiss ritad av kapten Gösta Bredenberg.
Fartyget sattes in i april 1910 på traden Stockholm - Vindö - Djurö - Runmarö - Sandhamn och var ett välkommet tillskott i trafiken mellan Stockholm och Sandhamn. Det var ett snabbt fartyg med hög kapacitet och god isbrytningsförmåga.
S/S Sandhamns express var den första vinterbåten i ytterskärgården och trafikerade vintertid även Möja.
Till befälhavare hade Bror Oscar Seippel redan från början utsett Gösta Bredenberg som förde befäl över ett annat fartyg åt honom. 
Fartyget övergick 1915 till Stockholm - Sandhamns Rederi AB och sedermera 1947 till Waxholms Ångfartygs Aktiebolag. De sistnämnda behöll namnet och lät fartyget trafikera Stockholm-Sandhamn i två år innan namnet ändrades till Norrskär och fartyget fick börja gå till Furusund.
Under en tur från Möja under andra världskriget stoppade fartyget i farleden utanför Möja för att samla in ved till ångpannan. Möjaborna hade staplat upp veden på isen. Det fanns endast ett fåtal passagerare ombord när man stoppade, och kapten Bredenberg ska ha skrikit från kommandobryggan: Om det är så att ni vill in till stan så får ni hjälpa till å samla ved. Så då lyfte passagerare och besättning ombord ved för ångpannan.
En annan händelse var under en hård isvinter då S/S Sandhamns Express fick hjälp av ett stort lastfartyg som körde framför henne för att bryta en ränna i isen. Kapten Bredenberg ska då ha tyckt att det gick för långsamt att köra bakom det långsamma fartyget och ska då ha sagt: Det tar en jävla tid att vänta bakom den där (han sa inte exakt så men något liknande), och girade sedan och bröt egen ränna.
År 1970 gick Norrskärs originalångpanna sönder och det blev hot om skrotning eller motorisering, dock bestämdes det att man skulle införskaffa en ny ångpanna, valet föll på en brännvinspanna som blivit över. Detta kanske inte var en perfekt lösning men den räddade Norrskärs ångdrift. Fartyget trafikerade även hos Waxholmsbolaget vinterskärgården en del, och hon blev ännu mer oumbärlig när Waxholmsbolagets flaggskepp S/S Waxholm brann upp i Stavsnäs. Då började hon trafikera Nämdötraden medan en ö-båt trafikerade Sandhamnstraden. S/S Waxholms brand ledde till att rederiet fick akut behov av vinterbåtar, därför byggdes M/S Waxholm I och M/S Waxholm II. När dessa fartyg levererades upphörde S/S Norrskär med sin vintertrafik. S/S Norrskär blev det sista ångfartyget Waxholmsbolaget hade i vintertrafik.
Senare kom Norrskär endast att köra höst-, vinter- och sommartrafik. Brännvinspannan byttes ut år 1999.
Norrskär k-märktes år 2010.
Norrskär kör på helgerna under sommaren till Sandhamn tur och retur.

## Galleri

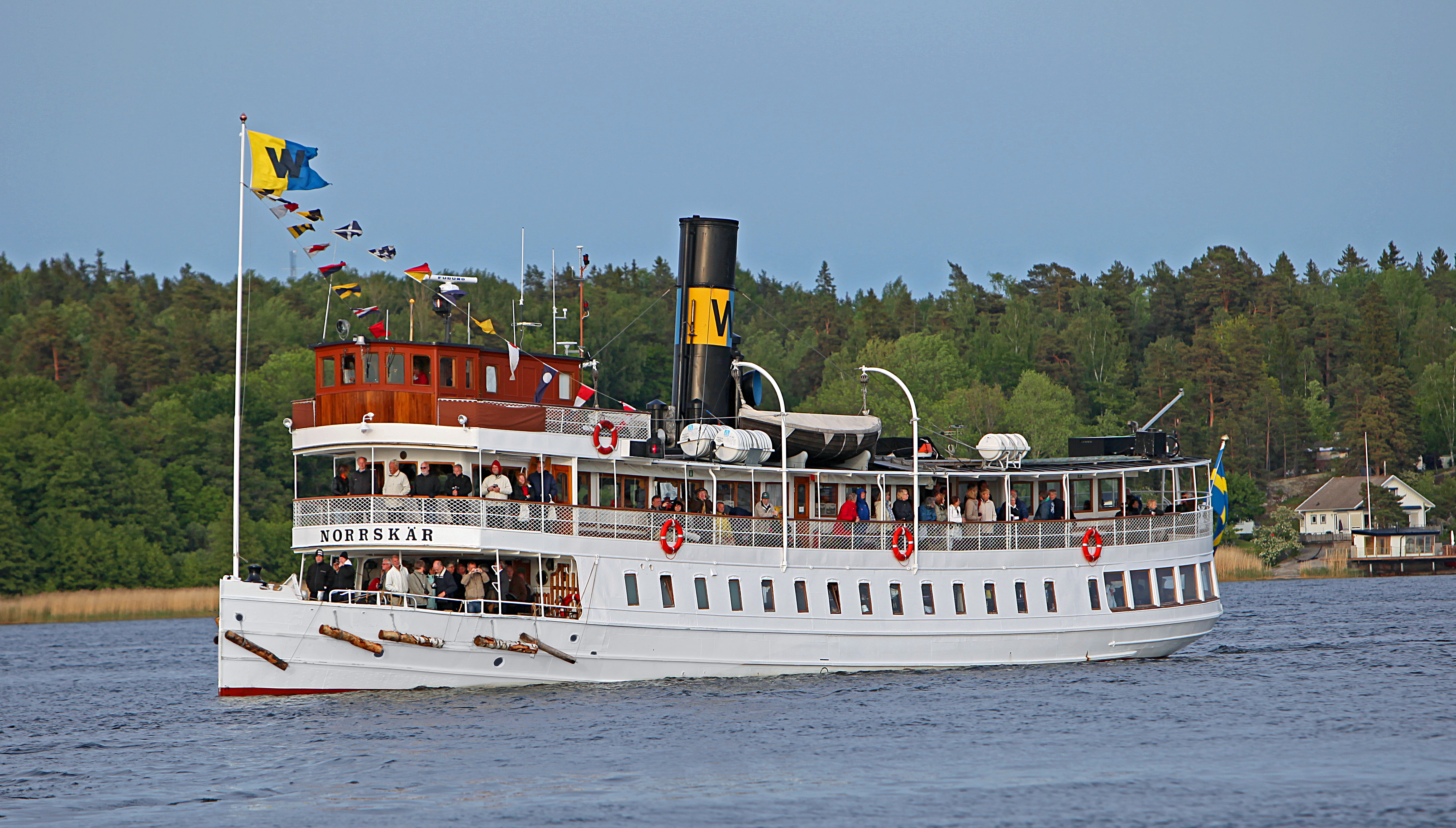
S/S Norrskär i sakta mak 2009.
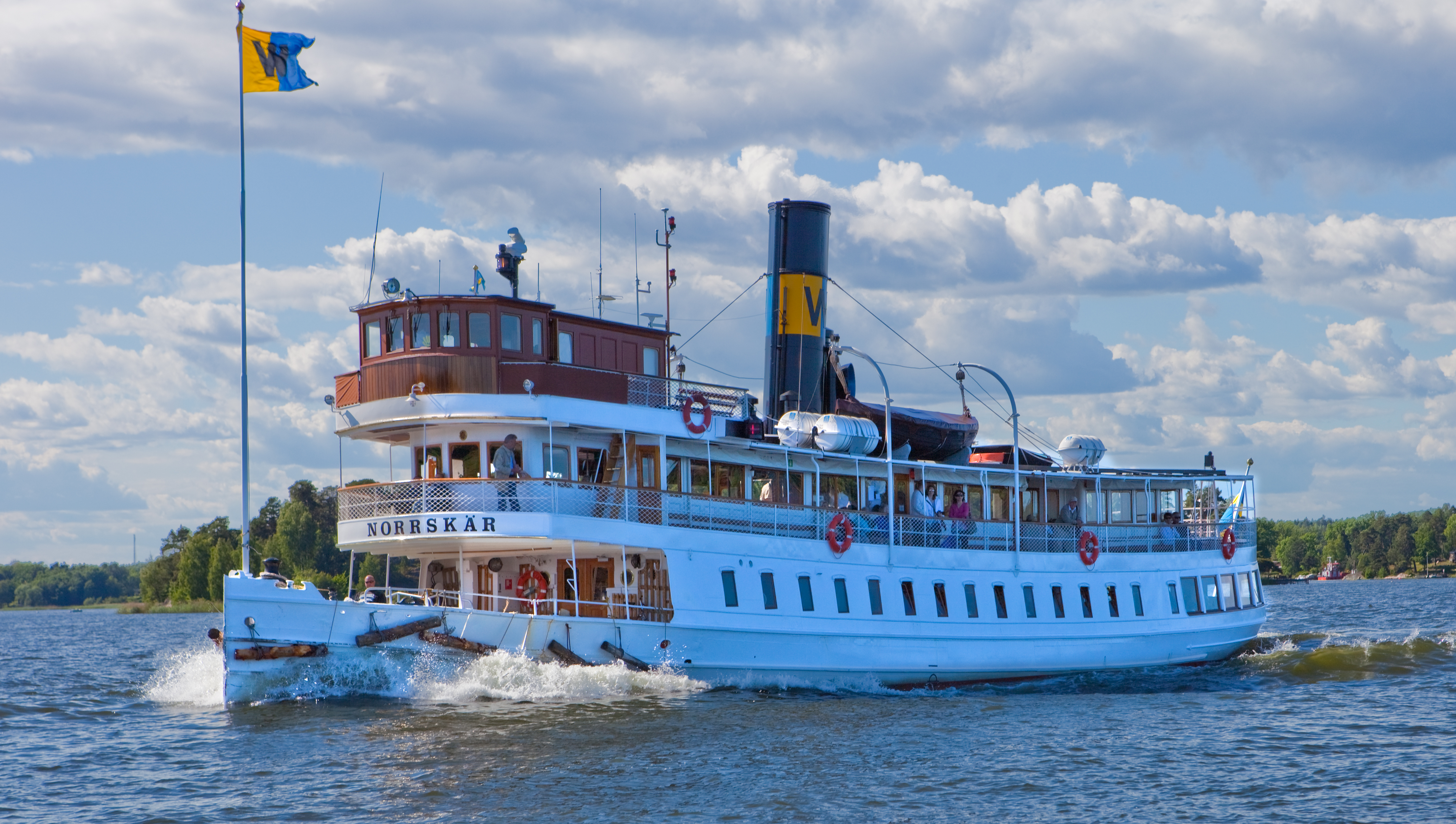
S/S Norrskär i full fart 2010.
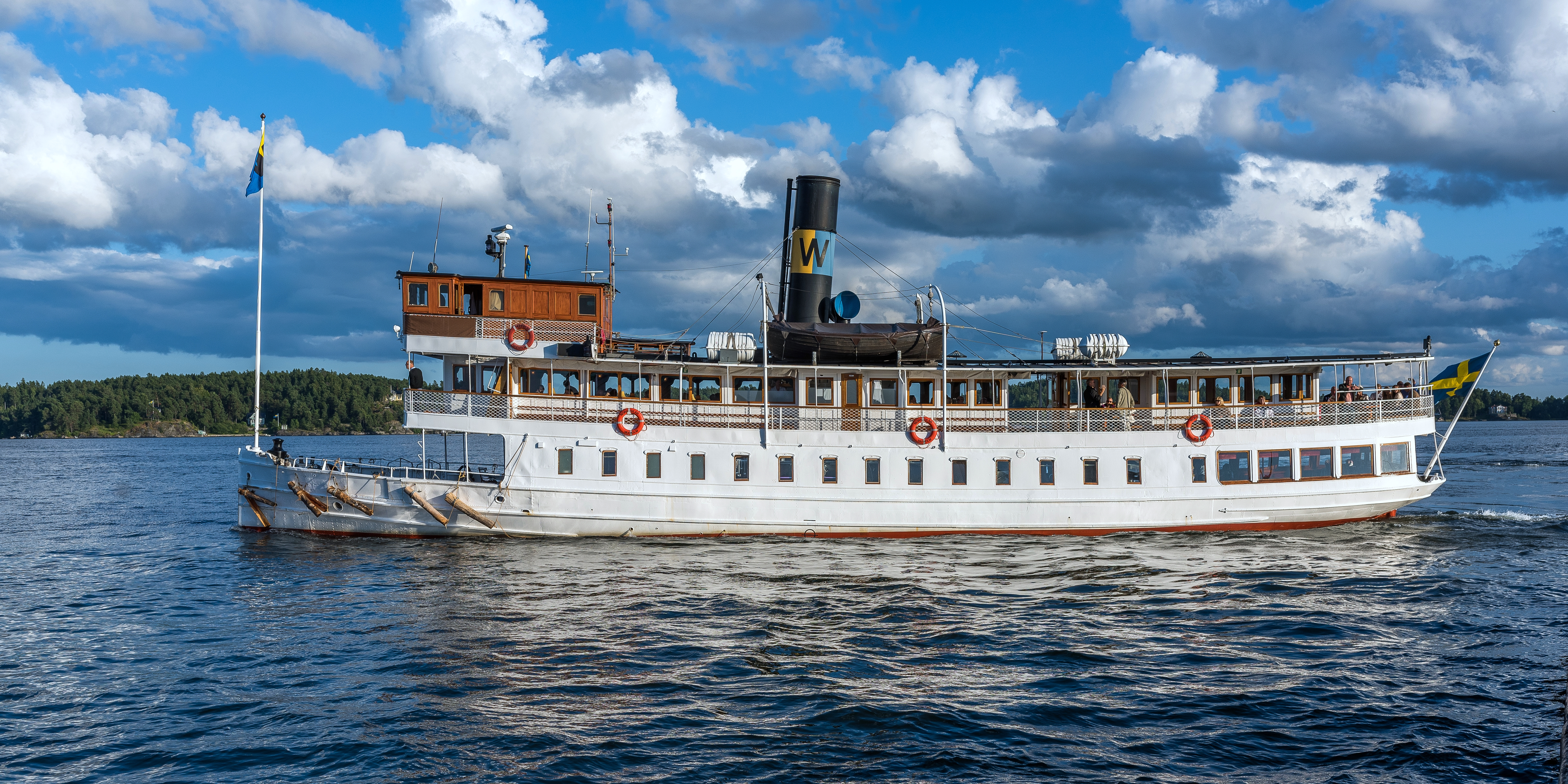
S/S Norrskär utanför Vaxholm 2015.
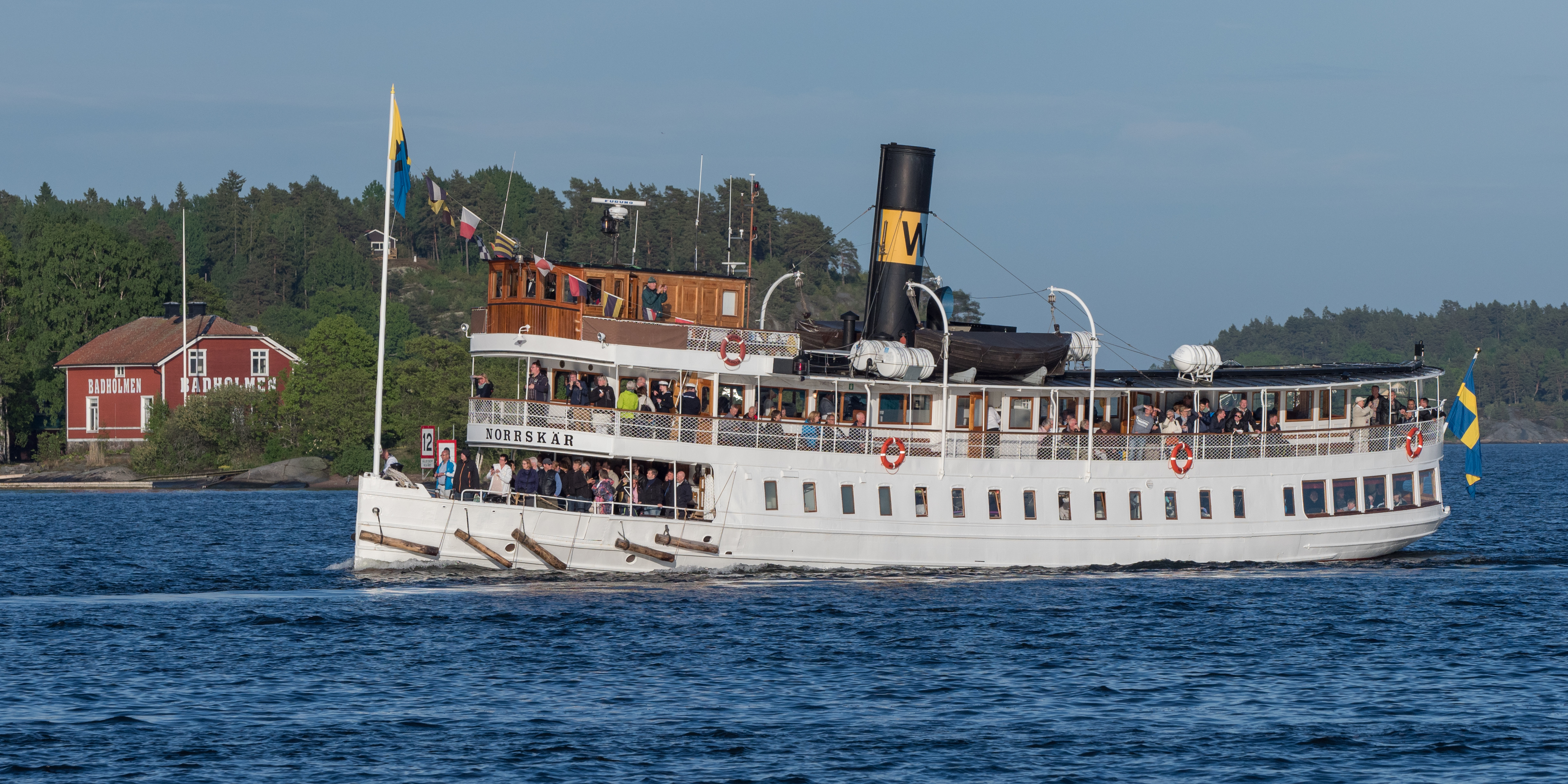
S/S Norrskär anländer Vaxholm 2017.
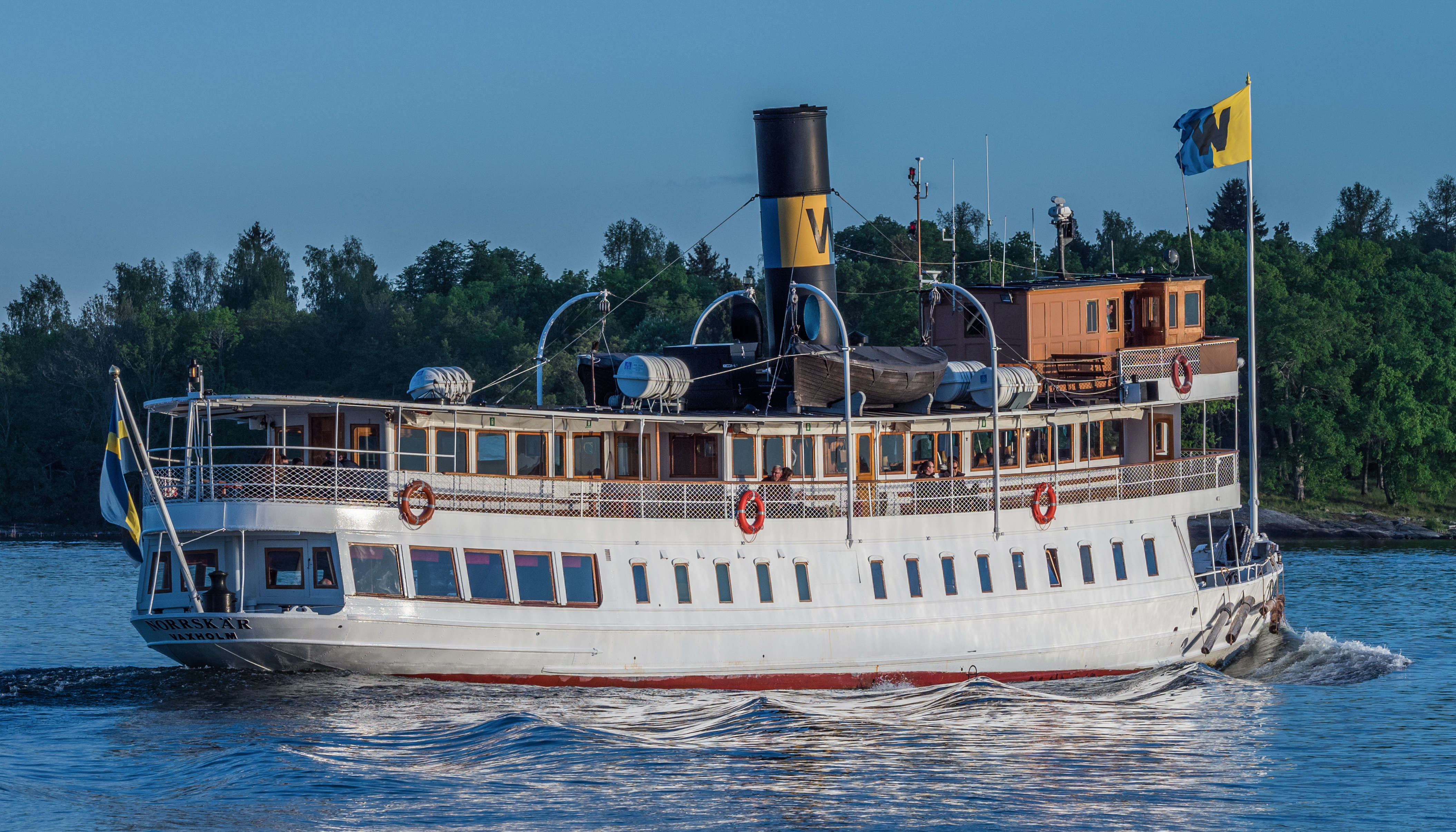
S/S Norrskär på kvällstur 2018.